# Edward Ellice
Edward Ellice Sr. (27. september 1783 i London, England – 17. september 1863 i Glengarry, Skotland), i sin tid kendt som "The Bear" ("Bjørnen"), var en britisk handelsmand og politiker. Han var direktør for Hudson's Bay Company og en af initiativtagerne til Reformakten af 1832. Han var også parlamentsmedlem fra 1818 til 1826 og fra 1830 til 1863.
Elliceøerne, som tidligere var en del af den britiske koloni Gilbert- og Elliceøerne og som i dag er den selvstændige nation Tuvalu, var opkaldt efter Edward Ellice. Det samme er Ellice kommune i Manitoba i Canada og Ellice Avenue i den canadiske by Winnipeg.
1. ↑  Navnet er anført på engelsk og stammer fra Wikidata hvor navnet endnu ikke findes på dansk.
2. ↑  Navnet er anført på engelsk og stammer fra Wikidata hvor navnet endnu ikke findes på dansk.